# Sự kiện (thuyết tương đối)

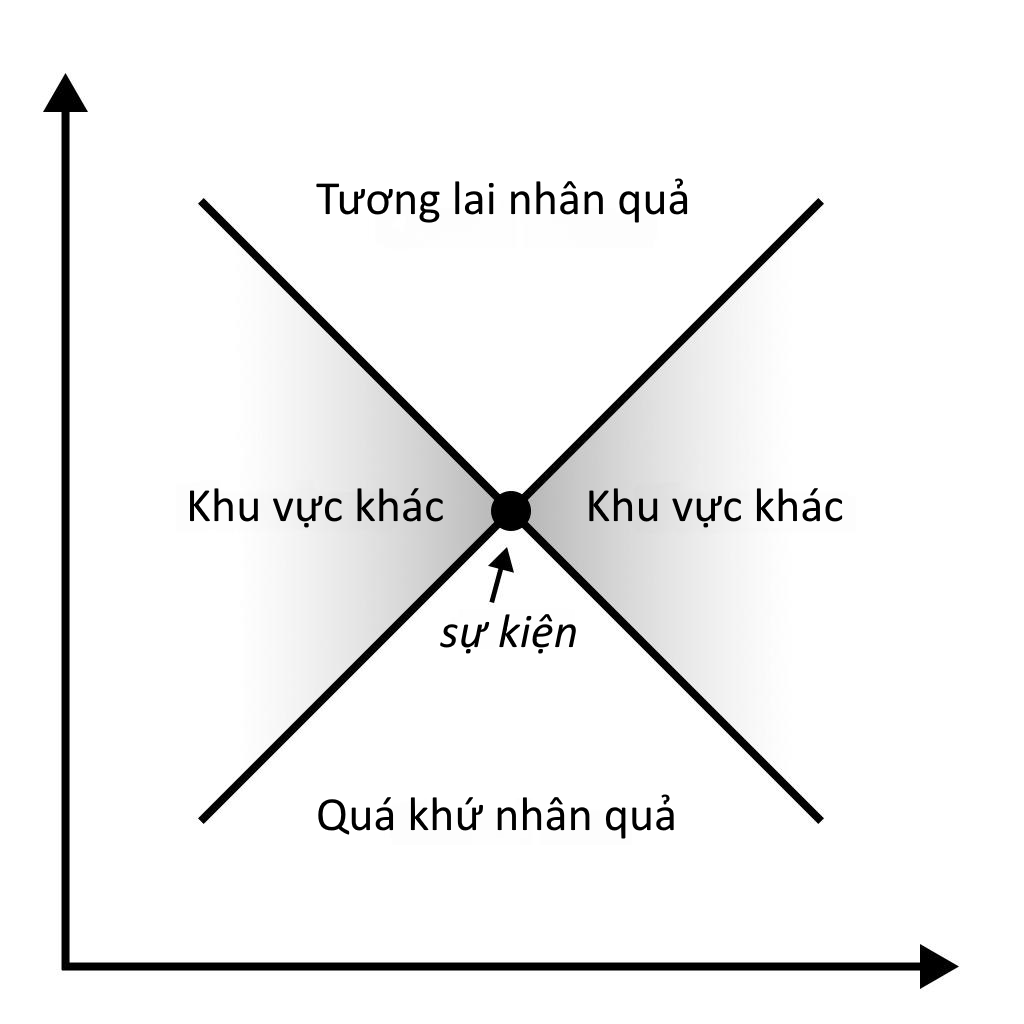
Một sự kiện trong không-thời gian và hình cắt lớp 2D nón nhân quả của nó.

Trong thuyết tương đối, một sự kiện là bất cứ điều gì xảy ra tại một thời điểm và địa điểm cụ thể trong không-thời gian. Ví dụ, một cái ly vỡ trên sàn là một sự kiện; nó xảy ra tại một địa điểm duy nhất và một thời điểm duy nhất. Nói một cách chính xác, khái niệm về sự kiện là một sự lý tưởng hóa, với ý nghĩa rằng nó chỉ ra tại một thời điểm và địa điểm cụ thể, trong khi bất kỳ sự kiện thực tế nào cũng phải có một phạm vi hữu hạn, cả về thời gian và không gian.
Một sự kiện trong vũ trụ được gây ra bởi tập hợp các sự kiện trong quá khứ nhân quả của nó. Một sự kiện đóng góp vào sự xảy ra của các sự kiện trong tương lai nhân quả của nó.
Khi chọn một hệ quy chiếu, người ta có thể gán tọa độ cho sự kiện: ba tọa độ không gian {\displaystyle {\vec {x}}=(x,y,z)} để mô tả vị trí và một tọa độ thời gian {\displaystyle t} để chỉ định thời điểm mà sự kiện xảy ra. Bốn tọa độ này {\displaystyle ({\vec {x}},t)} cùng nhau tạo thành một vectơ-4 liên quan đến sự kiện.
Một trong những mục tiêu của thuyết tương đối là xác định khả năng một sự kiện ảnh hưởng đến sự kiện khác. Điều này được thực hiện thông qua tenxơ mêtric, cho phép xác định cấu trúc nhân quả của không-thời gian. Khoảng cách giữa hai sự kiện có thể được phân loại thành các khoảng cách kiểu không gian, kiểu ánh sáng và kiểu thời gian. Chỉ khi hai sự kiện được tách ra bởi một khoảng cách kiểu ánh sáng hoặc kiểu thời gian thì một sự kiện mới có thể ảnh hưởng đến sự kiện khác.

## Nguyên lý bất định
Khái niệm về một sự kiện trong thuyết tương đối như một điểm trong không-thời gian không còn đúng khi xem xét nguyên lý bất định, quy định rằng có một kích thước tối thiểu hoặc độ chính xác cho các phép đo được thực hiện trong vũ trụ, và không thể có độ chính xác tùy ý trong các phép đo. Điều này có tác động thực tế, ví dụ, gần một lỗ đen. Ở mọi nơi trong không-thời gian, có các cặp hạt ảo (còn được gọi là không thể đo lường) và phản hạt xuất hiện tự phát và sau đó biến mất, do nguyên lý bất định. Ngay cạnh chân trời sự kiện của một lỗ đen, một trong các thành phần của cặp hạt ảo và phản hạt (hoặc hạt hoặc phản hạt) bị hút vào lỗ đen, để lại phần còn lại được phát ra vào không-thời gian; đây là nguồn gốc của bức xạ Hawking.
P. W. Bridgman cho rằng khái niệm sự kiện không đủ cho vật lý học thao tác trong cuốn sách của ông "The Logic of Modern Physics".